# Карагасский язык
Карагасский язык — вымерший уральский язык, принадлежавший к южной группе самодийских языков. Носителями карагасского языка была часть племён саянских самодийцев, распространённая на территории Саянского нагорья. Карагасский, маторский и тайгийский — близкие диалекты, вытесненные тюркскими языками и известные только в словарных записях XVIII — начале XIX вв.